# Six (Soft Machine)
Six (1973) è un album discografico della progressive band inglese Soft Machine, appartenente al filone della scena di Canterbury,  pubblicato nel 1973 dall'etichetta discografica Columbia Records.

## Il disco
Si tratta di un disco doppio, il primo registrato live e il secondo in studio. Nella formazione entra Karl Jenkins al posto del dimissionario Elton Dean, mentre il bassista Hugh Hopper lascerà la formazione subito dopo l'uscita del disco.  In evidenza l'uso dell'oboe, cosa abbastanza insolita nell'ambito del jazz-rock. Six ha guadagnato il primo posto come miglior jazz album del 1973 sulla rivista inglese Melody Maker. Il brano “All White” è stato inciso per la prima volta nell'album precedente "Fifth" (1972), CBS.

## Tracce

### Registrazione dal vivo
Lato A
1. Fanfare (Jenkins) – 0:42
2. All White (Ratledge) – 4:46
3. Between (Jenkins, Ratledge) – 2:24
4. Riff (Jenkins) – 4:36
5. 37 1/2 (Ratledge) – 6:51

Lato B
1. Gesolreut (Ratledge) – 6:17
2. E.P.V. (Jenkins) – 2:47
3. Lefty (Hopper, Jenkins, Marshall) – 4:56
4. Stumble (Jenkins) – 1:42
5. 5 From 13 (For Phil Seamen with Love & Thanks) (Marshall) – 5:15
6. Riff II (Jenkins) – 1:20

### Registrazione in studio
Lato A
1. The Soft Weed Factor (Jenkins) – 11:18
2. Stanley Stamp's Gibbon Album (for B.O.) (Marshall) – 5:58

Lato B
1. Chloe and the Pirates (Ratledge) – 9:30
2. 1983 (Hopper) – 7:54

## Formazione
- Hugh Hopper - basso, effetti sonori (in 1983)
- Karl Jenkins - oboe, sassofono baritono e soprano, pianoforte, celesta
- John Marshall - batteria, percussioni
- Mike Ratledge - organo, pianoforte, celesta